# Порта-Фурба — Куадраро (станція метро)
41°51′50″ пн. ш. 12°32′54″ сх. д. / 41.86389° пн. ш. 12.54833° сх. д.
Порта-Фурба — Куадраро (італ. Porta Furba Quadraro) - станція лінії А Римського метрополітену. Відкрита 16 лютого 1980 році у першій черзі лінії А (від Ананьїна до Оттавіано). Розташована під вулицею Віа-Тусколана, неподалік від площі П'яцца-дей-Трібуні та вулиці Монте-дель-Грано.
Двопрогінна станція мілкого закладення з двома береговими платформами
Поблизу станції розташовані
- Торпіьяттара
- Мандріоне
- Квадраро
- Порта-Фурба

## Пересадки
Автобуси: 557, 590, 657.